# میوری تاکیموتو
میوری تاکیموتو (انگلیسی: Miori Takimoto؛ زاده ۱۶ اکتبر ۱۹۹۱) یک هنرپیشه اهل ژاپن است. وی از سال ۲۰۰۲ میلادی تاکنون مشغول فعالیت بوده‌است.